# Эт-Тиб
Эт-Тиб, ранее — Бон, также Рас-эль-Тиб (Кап-Бон) (араб. الرأس الطيب‎) — самая близкая к Сицилии точка африканского побережья. Мыс Эт-Тиб, расположенный на северо-востоке Туниса, омывается водами Тунисского залива. От итальянской территории его отделяет Тунисский пролив.
Ближайший крупный населённый пункт — Келибия. Неподалёку от самого мыса — руины пунического Керкуана, объявленные памятником Всемирного наследия.

## История
Мыс Эт-Тиб не раз упоминается в скрижалях истории:
- Частью историков отождествляется с Прекрасным мысом, упоминаемом в договорах Рима и Карфагена[5].
- В море у мыса вандалы в 468 году разбили византийского флотоводца Василиска.
- В декабре 1941 году британские эсминцы торпедировали у мыса Бон два итальянских крейсера.
- В мае 1943 году на полуострове капитулировали последние итало-германские соединения в Африке.